# Зальцгіттер

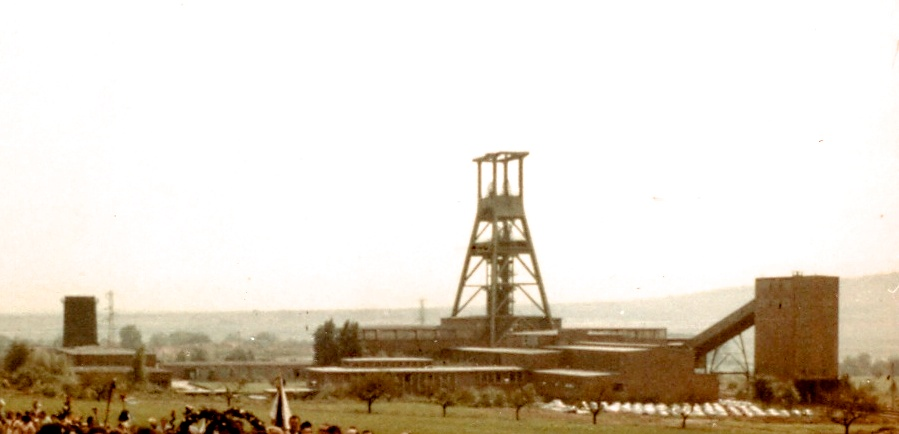
Шахта Георг в Зальцгіттері в 1961

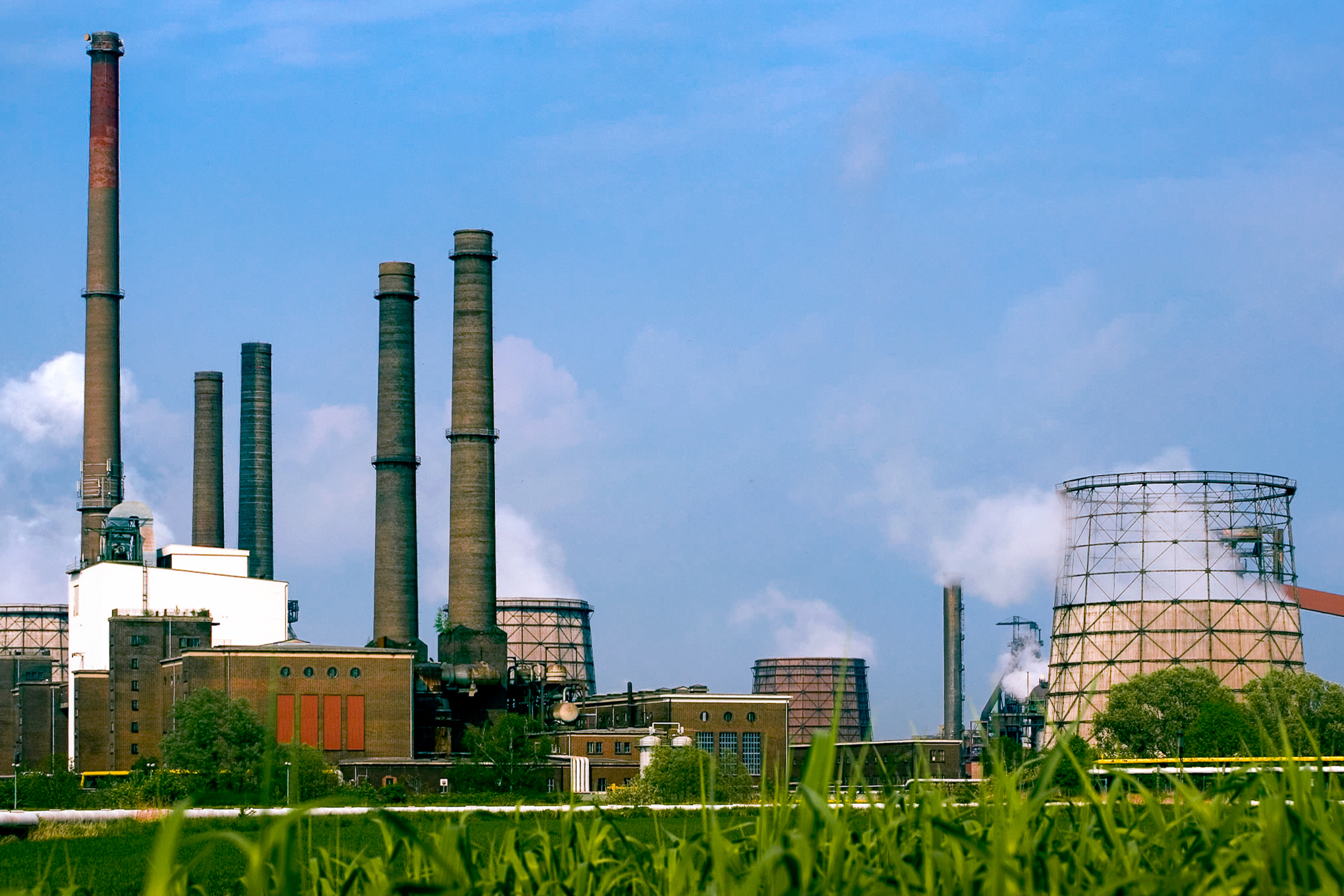
Електростанція Salzgitter AG у Зальцгіттері

Зальцгіттер (або Зальцґітер; нім. Salzgitter нім. вимова: [zalt͡sˈɡɪtɐ] ( прослухати); остфал. Soltgitter) — місто в Німеччині, в землі Нижня Саксонія.
Населення — 108,3 тис. мешканців (2005).
Відоме виробництвом зброї в XIV—XVI ст.

## Населення
Станом на 31 грудня 2021 населення міста становить 103 694 ос..
Динаміка по роках:
| Рік  | Населення |
| ---- | --------- |
| 1990 | 112 689   |
| 1995 | 117 842   |
| 2000 | 112 934   |
| 2005 | 108 763   |
| 2010 | 103 446   |